# Lonchaea freyi
Lonchaea freyi är en tvåvingeart som beskrevs av Leander Czerny 1934. Lonchaea freyi ingår i släktet Lonchaea och familjen stjärtflugor. Inga underarter finns listade i Catalogue of Life.